# Villebarou
Villebarou és un municipi francès, situat al departament del Loir i Cher i a la regió de Centre – Vall del Loira. L'any 2007 tenia 2.570 habitants.

## Demografia

### Població
El 2007 la població de fet de Villebarou era de 2.570 persones. Hi havia 963 famílies, de les quals 193 eren unipersonals (63 homes vivint sols i 130 dones vivint soles), 328 parelles sense fills, 367 parelles amb fills i 75 famílies monoparentals amb fills.
La població ha evolucionat segons el següent gràfic:
Habitants censats

### Habitatges
El 2007 hi havia 1.009 habitatges, 984 eren l'habitatge principal de la família, 5 eren segones residències i 19 estaven desocupats. 884 eren cases i 124 eren apartaments. Dels 984 habitatges principals, 723 estaven ocupats pels seus propietaris, 254 estaven llogats i ocupats pels llogaters i 7 estaven cedits a títol gratuït; 9 tenien una cambra, 84 en tenien dues, 116 en tenien tres, 303 en tenien quatre i 472 en tenien cinc o més. 842 habitatges disposaven pel capbaix d'una plaça de pàrquing. A 390 habitatges hi havia un automòbil i a 542 n'hi havia dos o més.

### Piràmide de població
La piràmide de població per edats i sexe el 2009 era:
| Homes | Edats   | Dones |
| ----- | ------- | ----- |
| 0     | 95 o +  | 0     |
| 0     | 90 a 94 | 0     |
| 8     | 85 a 89 | 8     |
| 4     | 80 a 84 | 12    |
| 20    | 75 a 79 | 44    |
| 20    | 70 a 74 | 44    |
| 64    | 65 a 69 | 32    |
| 52    | 60 a 64 | 60    |
| 52    | 55 a 59 | 44    |
| 92    | 50 a 54 | 104   |
| 80    | 45 a 49 | 72    |
| 60    | 40 a 44 | 92    |
| 88    | 35 a 39 | 104   |
| 60    | 30 a 34 | 52    |
| 68    | 25 a 29 | 32    |
| 44    | 20 a 24 | 36    |
| 92    | 15 a 19 | 68    |
| 84    | 10 a 14 | 36    |
| 68    | 5 a 9   | 80    |
| 36    | 0 a 4   | 40    |

## Economia
El 2007 la població en edat de treballar era de 1.662 persones, 1.280 eren actives i 382 eren inactives. De les 1.280 persones actives 1.171 estaven ocupades (600 homes i 571 dones) i 108 estaven aturades (53 homes i 55 dones). De les 382 persones inactives 167 estaven jubilades, 138 estaven estudiant i 77 estaven classificades com a «altres inactius».

### Ingressos
El 2009 a Villebarou hi havia 971 unitats fiscals que integraven 2.585,5 persones, la mediana anual d'ingressos fiscals per persona era de 19.548 €.

### Activitats econòmiques
Dels 130 establiments que hi havia el 2007, 4 eren d'empreses alimentàries, 3 d'empreses de fabricació de material elèctric, 7 d'empreses de fabricació d'altres productes industrials, 11 d'empreses de construcció, 54 d'empreses de comerç i reparació d'automòbils, 4 d'empreses de transport, 7 d'empreses d'hostatgeria i restauració, 2 d'empreses d'informació i comunicació, 4 d'empreses financeres, 5 d'empreses immobiliàries, 7 d'empreses de serveis, 13 d'entitats de l'administració pública i 9 d'empreses classificades com a «altres activitats de serveis».
Dels 22 establiments de servei als particulars que hi havia el 2009, 1 era una oficina de correu, 2 oficines bancàries, 3 tallers de reparació d'automòbils i de material agrícola, 1 taller d'inspecció tècnica de vehicles, 1 guixaire pintor, 4 fusteries, 1 lampisteria, 1 electricista, 1 empresa de construcció, 3 perruqueries, 2 restaurants, 1 tintoreria i 1 saló de bellesa.
Dels 30 establiments comercials que hi havia el 2009, 1 era, 2 grans superfícies de material de bricolatge, 3 fleques, 3 carnisseries, 1 una peixateria, 7 botigues de roba, 2 botigues d'equipament de la llar, 2 sabateries, 1 una sabateria, 1 una botiga d'electrodomèstics, 1 una botiga de mobles, 1 un drogueria, 2 joieries i 3 floristeries.
L'any 2000 a Villebarou hi havia 12 explotacions agrícoles.

## Equipaments sanitaris i escolars
L'únic equipament sanitari que hi havia el 2009 era una farmàcia.
El 2009 hi havia 1 escola maternal i 1 escola elemental.

## Poblacions properes
El següent diagrama mostra les poblacions més properes.